# Dorbiljin

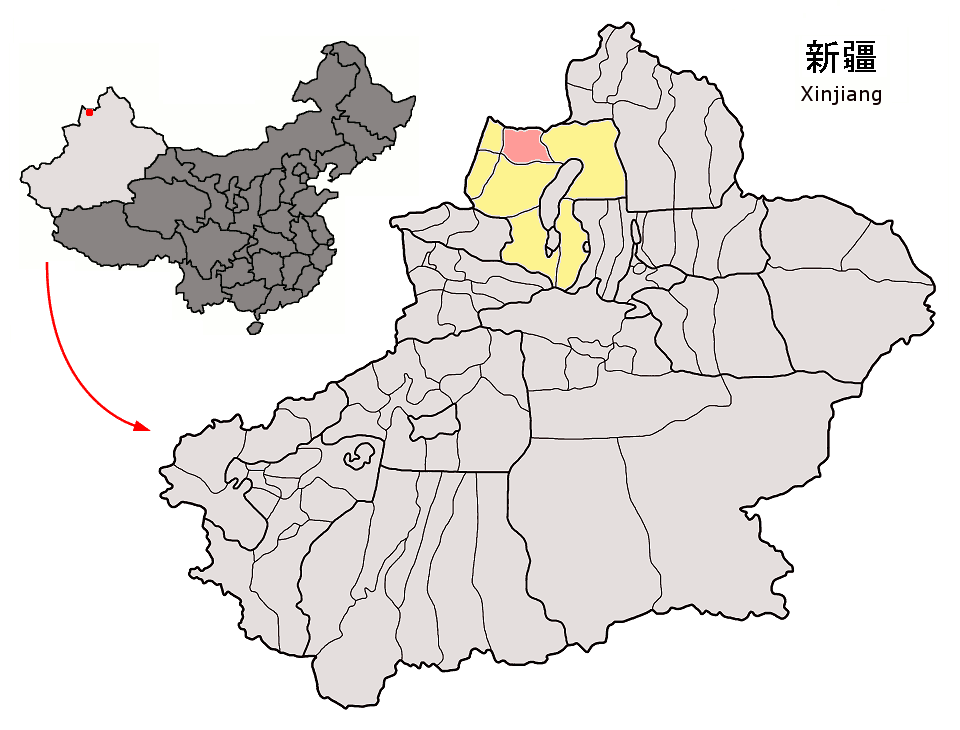
Lage des Kreises Dorbiljin bzw. Emin (rosa) im Regierungsbezirk Tacheng (gelb)

Der Kreis Dorbiljin bzw. Emin (chinesisch 额敏县, Pinyin Émǐn Xiàn; uigurisch دۆربىلجىن ناھىيىسى Dɵrbiljin Naⱨiyisi, kasachisch ءدوربىلجىن اۋدانى Dörbiljin Awdanı) ist ein Kreis des Regierungsbezirks Tacheng, der zum Kasachischen Autonomen Bezirk Ili im Uigurischen Autonomen Gebiet Xinjiang der Volksrepublik China gehört. Die Fläche beträgt 9.147 Quadratkilometer und die Einwohnerzahl 187.112 (Stand: Zensus 2010). Sein Hauptort ist die Großgemeinde Emin (额敏镇).